# Pesnica pri Mariboru
Pesnica pri Mariboru este o localitate din comuna Pesnica, Slovenia, cu o populație de 814 locuitori.